# Explorers Club
Gli Explorers Club sono stati un supergruppo progressive metal fondato dai fratelli Gardner dei Magellan.
Il loro primo album, Age of Impact fu pubblicato nel 1998, mentre il secondo Raising the Mammoth nel 2002.

## Discografia
- 1998 - Age of Impact
- 2002 - Raising the Mammoth

## Formazione

### Age Of Impact
- James LaBrie, voce
- Bret Douglas, voce
- D. C. Cooper, voce
- Trent Gardner, voce, tastiere, trombone
- Billy Sheehan, basso
- Terry Bozzio, batteria
- John Petrucci, Chitarra elettrica
- Wayne Gardner, chitarra elettrica, chitarre acustiche, basso
- James Murphy, Chitarra elettrica
- Derek Sherinian, tastiera
- Matt Guillory, tastiera
- Frederick Clarke, chitarre acustiche
- Steve Howe, chitarre acustiche
- Brad Kaiser. percussion MIDI
- Michael Bemesderfer, flauto, wind controller

### Raising The Mammoth
- Steve Walsh, voce
- James LaBrie, voce
- Marty Friedman, chitarra
- Trent Gardner, tastiera
- Mark Robertson, tastiera
- John Myung, basso
- Hal 'Stringfellow' Imbrie, basso
- Terry Bozzio, batteria
- Kerry Livgren, Chitarra elettrica
- Gary Wehrkamp, Chitarra elettrica
- Jeff Curtis, Chitarra elettrica